# Anja Heyde

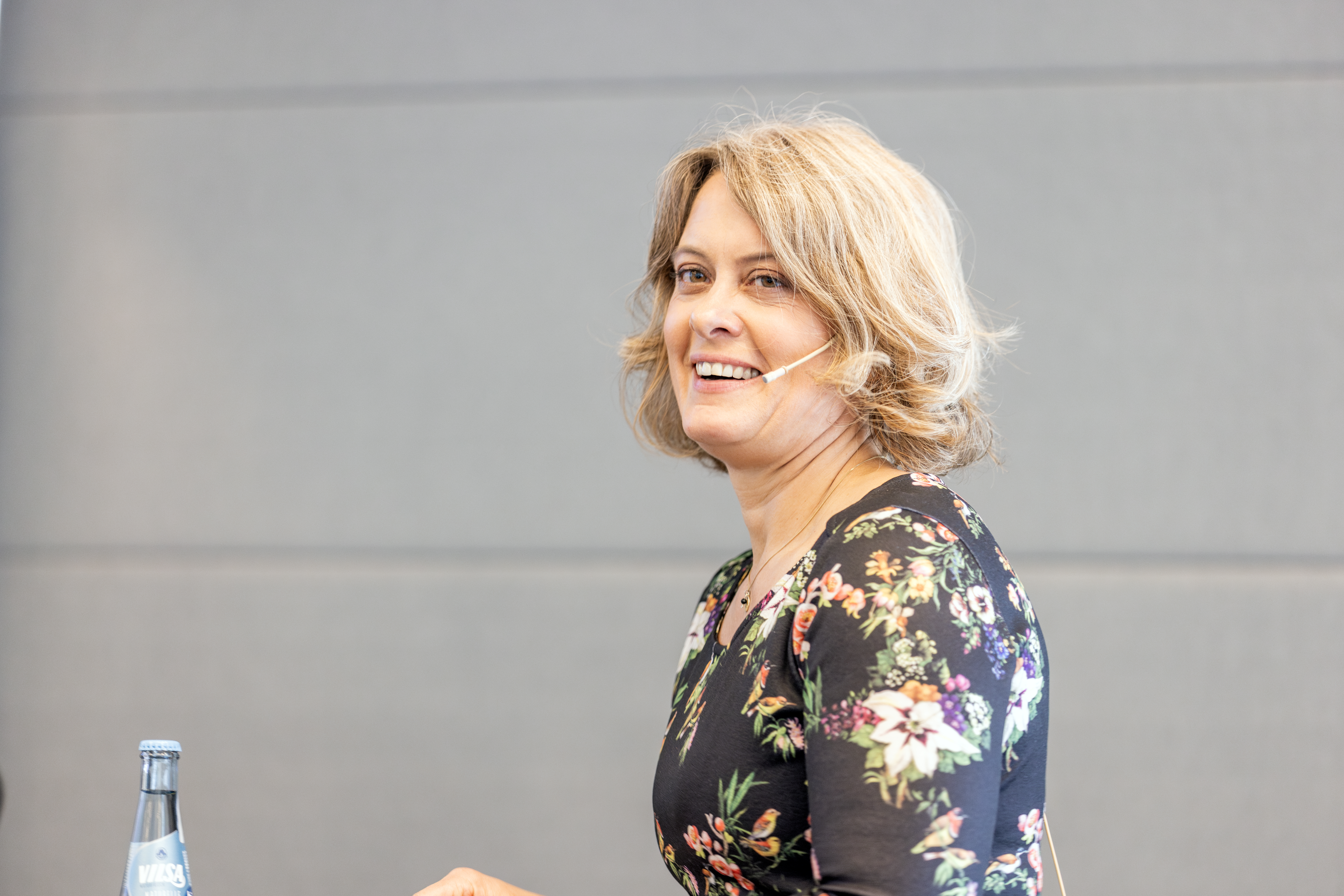
Anja Heyde, Mai 2025

Anja Heyde (* 6. August 1976 in Leisnig) ist eine deutsche Fernsehmoderatorin und Journalistin.

## Karriere
Nach der Schulzeit absolvierte sie eine Sprecherausbildung und arbeitete als freie Journalistin, u. a. als Jungredakteurin im RTL-Hauptstadtstudio. Von 1995 bis 1998 studierte Heyde zunächst Lehramt für Deutsch und Kunst an der Universität Leipzig, ehe sie von 1998 bis 2000 an der Humboldt-Universität Berlin Literatur studierte.
Von Januar 2008 bis 2017 moderierte Heyde die Frühschiene des ZDF-Morgenmagazins. Sie moderiert Made in Germany auf DW-TV, dem Fernsehprogramm der Deutschen Welle. Von Anfang Juli 2010 bis zur Einstellung Juni 2012 war sie auch Moderatorin des ZDF-Sonntagvormittagmagazins blickpunkt.
Zuvor hat sie von 2005 bis 2007 die Trend-Magazine auf RTL moderiert, war zwischen 2001 und 2008 als Moderatorin für Bahn TV tätig und moderierte 2007 Tier sucht…, eine Sendung auf TIER.TV. Seit Juli 2013 moderiert sie die Sendung Fakt ist! beim MDR in Magdeburg.

## Privates
Heyde war von 2001 bis 2015 mit dem Redakteur Karsten Heyde verheiratet. Seit 2018 ist sie mit dem Journalisten Micha Wagenbach verheiratet.